# Paul Widerkehr
Paul Widerkehr   (Zúric, 12 de setembre de 1880 - valor desconegut) fou un futbolista català de la dècada de 1900.
Fou jugador del FC Zürich, on jugà amb els seus amics Joan Gamper i George Meyer, amb els que també coincidí al FC Barcelona. També havia jugat a Lausana i Ginebra. La temporada 1901-1902 fou jugador i directiu del Barcelona.

## Palmarès
- Campionat de Catalunya de futbol:
  - 1901-02